# Розајне (Салерно)
Розајне је насеље у Италији у округу Салерно, региону Кампанија.
Према процени из 2011. у насељу је живело 39 становника. Насеље се налази на надморској висини од 91 м.